# ICN.bg
„Интернет Корпорейтед Нетуъркс“ ЕООД (международно име ICN.Bg) е българска уеб хостинг компания, създадена през 2004 г. Компанията разполага с два офиса – в София и Монтана. Изпълнителен директор на компанията е Юлиян Бориславов.

## История
Компанията е основана през 2004 г. от Юлиян Бориславов. През 2011 г. пуска за първи път на българския пазар публичен облачен хостинг.
През 2013 г. компанията пуска на пазара имейл платформата cMail Pro – софтуер, улесняващ бизнес комуникациите.
През 2014 г. компанията става първа за страната в предлагането на част от 1400-те нови за времето си gTLD домейн разширения.
В края на 2015 г. и началото на 2016 г. компанията започва интеграцията на Docker хостинг, с което става втората компания в света след Google, която осъществява интеграцията на Docker и Kubernetes.
През 2017 г. компанията усвоява още една нова технология в света на сървърните конфигурации – NVMe (комуникационен стандарт, разработен за полупроводниковите дискови устройства).
Дружеството е сертифицирано по международните стандарти ISO 9001:2008 и ISO 27001:2013.
През 2021 г. ICN.bg е придобита от конкурентната компания „Суперхостинг“.

## Награди и отличия
- 2006 г. – награда за „Най-добра хостинг компания“ според списание PC World.
- 2013 г. – награда „Business Acceleration“ на Балканите от Cisco.[13]
- 2017 г. – награда „Бизнес проект на годината“ на B2B Media.[14]
- 2017 г. – награда „Бизнес сделка на годината“ на B2B Media.[14]
- 2017 г. – награда „ИТ проект на годината в категория Телекомуникационни и комунални услуги“ на ICT Media.[15]

1. ↑  Юлиян Бориславов: Облачният бизнес расте с над 30% годишно в България
2. ↑  Африкански IT компании търсят български комуникационни решения
3. ↑  ICN.Bg внедри cMailPro в телеком гиганта Orange[неработеща препратка]
4. ↑  Национален Институт за Изследване на Вино, Спиртни Напитки и Етерични Масла избира cMailPro за своята сигурна имейл комуникация[неработеща препратка]
5. ↑  cMailPro подсигурява комуникациите на Община Аврен
6. ↑  „Димитър Маджаров“ използва cMailPro, за да оптимизира своята бизнес комуникация[неработеща препратка]
7. ↑  cMailPro в помощ на дигиталните агенции
8. ↑  cMailPro подсигурява комуникациите на спедитора Орбит ЕООД
9. ↑  България поддържа инфраструктурата на новите gTLD домейн имена[неработеща препратка]
10. ↑  Docker хостинг – нови възможности от най-иновативната хостинг компания ICN.Bg[неработеща препратка]
11. ↑  ICN.Bg с ISO 27001:2013 за информационна сигурност
12. ↑  Запрянов, Йоан. "Суперхостинг" придоби активите на конкурента си ICN.bg //  capital.bg.   2021-06-08. Посетен на 2022-10-21.
13. ↑   Парафлоу получи наградата на Сиско „Business Acceleration“ за Балканите, архив на оригинала от 5 април 2017, https://web.archive.org/web/20170405160923/http://news.sagabg.net/paraflou-poluchi-nagradata-na-sisko-business-accel.html, посетен на 27 юни 2019
14. 1 2  Отличените компании 2017
15. ↑  Хостинг компанията ICN.Bg е наградена за ИТ проект на 2017 година